# Oliver Knight
Pour les articles homonymes, voir Knight.
Oliver Knight, né le 25 janvier 2001 à Bedford (Angleterre), est un coureur cycliste britannique.

## Biographie
Originaire de Bedford, Oliver Knight court en tant que junior (17/18 ans) avec l'équipe HMT Hospitals-Giant. En 2019, il termine deuxième au classement général de la Bizkaiko Itzulia, le Tour du Pays Basque version junior, entre Carlos Rodriguez et Juan Ayuso. Pour les saisons 2020 et 2021, il rejoint la France et l'AVC Aix-en-Provence, un club amateur. En 2022, il court en tant que stagiaire avec l'équipe World Tour UAE Team Emirates et fait ses débuts lors du Tour de Burgos. En 2023, il remporte le Tour de Basse-Navarre, le Trophée de l'Essor et une étape du Tour de Côte d'Or. Il se classe également septième du Grand Prix de Plouay amateurs ou encore huitième du Tour d'Eure-et-Loir. En fin d'année, il est stagiaire au sein de l'équipe française World Tour Cofidis.
Il passe finalement professionnel en 2024 chez Cofidis. Il commence sa carrière professionnelle en Australie où il doit épauler Milan Fretin sur les sprints. Malheureusement, son Tour Down Under s'arrête dès la deuxième étape, où il abandonne. Pour son retour en Europe, il est aligné sur le Tour de la Provence. Disputée dans des conditions météorologiques difficiles, il abandonne dès la première étape, au lendemain d'une 29e place sur le prologue. Après trois semaines sans compétition, il épingle un dossard sur le Grand Prix Criquielion (87e) avant d'enchaîner quatre abandons sur quatre courses d'un jour. Il chute notamment sur la Route Adélie de Vitré le 29 mars où il est touché au sternum et à la clavicule. Après ce début de saison compliqué, il confie également avoir souffert d'une infection respiratoire, après avoir contracté le Covid lors de la période de Noël. Il observe une période de 2 mois sans compétition, ne la retrouvant que le 29 mai sur la Mercan'Tour Classic Alpes-Maritimes, qu'il finit hors-délais. Malgré cette laborieuse première partie de saison, il découvre sa première course World Tour sur le sol européen avec le Critérium du Dauphiné. Malade, il abandonne lors de la septième étape. Il ne réalise pas de résultats majeurs sur la deuxième partie de saison. 
Il commence sa deuxième saison professionnelle en Espagne et en France. Il est échappé sur la troisième étape de l’Étoile de Bessèges disputée dans des conditions météorologiques difficiles et se classe 71e de l'étape après avoir été rattrapé puis distancé par le peloton. Le 23 mars, il se classe 29e du Cholet Agglo Tour, ce qui représente son meilleur résultat sur une course d'un jour avec Cofidis. Fin mars, il découvre deux classiques belges, la Classic Bruges-La Panne (137e) et l'E3 Saxo Bank Classic (113e). Le 13 avril, il participe à son premier Paris-Roubaix (abandon). Dans un tout autre registre, mais toujours au niveau World Tour, il découvre le Tour de Romandie, 20e du contre-la-montre final. Comme l'année précédente, il abandonne sur le Critérium du Dauphiné, malade, lors de la troisième étape. Fin juin, lors de ses championnats nationaux, il obtient la médaille de bronze sur le contre-la-montre individuel et termine 7e de la course en ligne. Il poursuit cette bonne dynamique sur le Tour de Wallonie, 4e de la première étape et vainqueur de la deuxième, prenant la tête du classement général au terme de celle-ci. Le lendemain, son équipe annonce la prolongation de son contrat pour les saisons 2026 et 2027.

## Palmarès

### Palmarès amateur
| - 2019 - 4e étape du Tour de Pampelune - 2e de la Bizkaiko Itzulia - 2021 - Grand Prix de la Saint-Pierre - 2022 - 1re étape du Tour de Navarre - Tour de Castellón : - Classement général - 2e étape - 2e du Circuit de l'Essor - 2e du Tour de Basse-Navarre - 3e du Grand Prix de Saint-Étienne Loire - 3e du Tour du Pays Roannais | - 2023 - Tour de Basse-Navarre - Trophée de l'Essor - Chrono 47 (contre-la-montre par équipes) - 2e étape du Tour de Côte-d'Or - 2e du Circuit de la Vallée du Bédat - 2e de Le Poinçonnet-Panazol-Limoges - 2e du Tour des 4B Sud Charente - 3e de la Ronde du Pays basque |  |

### Palmarès professionnel
- 2025
  - 2e étape du Tour de Wallonie
  - 3e du championnat de Grande-Bretagne du contre-la-montre
  - 3e du Tour de Wallonie

## Classements mondiaux
| Année                                 | 2022  | 2023  | 2024  |
| ------------------------------------- | ----- | ----- | ----- |
| Classement mondial                    | 2511e | 1697e | 2168e |
| UCI Europe Tour                       | 1535e | nc    | nc    |
|                                       |       |       |       |
| Légende : nc = non classéSource : UCI |       |       |       |